# David Helliwell
David Leedom Helliwell, född 26 juli 1935 i Vancouver i British Columbia, död 1993, var en kanadensisk roddare.
Helliwell blev olympisk silvermedaljör i åtta med styrman vid sommarspelen 1956 i Melbourne.